# Międzynarodowy Dzień Astrologii
Międzynarodowy Dzień Astrologii (ang. International Astrology Day, IAD) – święto astrologii, która w wyniku postępującej ewolucji nauki została odłączona od astronomii, lecz od niepamiętnych czasów aż do końca XVII wieku odgrywała znaczącą rolę w podejmowaniu decyzji i działań ludzi bez względu na ich przynależność klasową czy zajmowaną pozycję społeczną. Jest obchodzone w dniu równonocy marcowej, zazwyczaj 20 lub 21 marca (czasami 19 marca), ustanowione w 1993 roku przez amerykańskie stowarzyszenie Association for Astrological Networking (AFAN), zrzeszające astrologów z całego świata.
Pierwowzorem były astrologiczne weekendy Astrology Awareness Weekends, które AFAN sponsorował kilka lat wcześniej. Celem nowego święta było rozszerzenie możliwości współpracy między entuzjastami astrologii a mediami i zebranie funduszy dla lokalnych grup oraz AFAN. Stowarzyszenie zapewnia źródła finansowania dla różnych „projektów astrologicznych” (granty i stypendia).
Wyznaczony dzień obchodów związany jest z wejściem Słońca w znak Barana, co w astrologii jest uważane za początek nowego roku astrologicznego.
Święto obchodzą zarówno astrolodzy, jak i miłośnicy astrologii. W wielu krajach odbywają się w tym czasie spotkania, imprezy i wykłady z dziedziny astrologii, które koordynuje stowarzyszenie. W Polsce obchody organizuje Polskie Stowarzyszenie Astrologiczne.